# Ben Folds
Benjamin Scott Folds (Winston-Salem, 12 settembre 1966) è un pianista e cantautore statunitense.
Ha raggiunto il successo col trio rock dei Ben Folds Five, e dopo il loro scioglimento ha iniziato una fortunata carriera solista. Suo fratello minore, Chuck ha formato un gruppo musicale con Steve Williard e Tim Poole chiamandolo "Chuck Folds Five", con chiaro riferimento al famoso trio del fratello. Dal Maggio 2017 è direttore artistico della National Symphony Orchestra at the Kennedy Center a Washington, D.C..

## Carriera

### Gli esordi
Ben iniziò a suonare mentre frequentava le scuole superiori, alternandosi fra piano, batteria e basso. Nel 1988 assieme all'amico Jay Pichardo si unisce ai Majosha, come bassista. Dopo alcuni dischi rimasti senza grande successo e numerosi concerti in ambito universitario nel 1990 il gruppo si sciolse e Ben si unì in maniera discontinua ad altri complessi, fino a che nel 1994 formò i Ben Folds Five.

### Ben Folds Five
I Ben Folds Five sono un trio con Ben al piano, Robert Sledge al basso e Darren Jessee alla batteria, senza un chitarrista. Il gruppo ottiene un buon successo con il debutto omonimo del 1995 e il successivo Whatever and Ever Amen. A questi due dischi faranno seguito la raccolta di B-sides Naked Baby Photos, e nel 1999 il terzo e ultimo disco The Unauthorized Biography of Reinhold Messner, prima di sciogliersi nel 2000.

### Carriera solista
Lasciatosi alle spalle il vecchio gruppo, Ben ha inciso nel 2001 il suo primo album solista Rockin' the Suburbs. Dopo aver inciso un disco live intitolato Ben Folds Live, Folds ha pubblicato nel 2005 il suo secondo lavoro Songs for the Silverman in cui si evidenziano anche influenze sia dei Beatles che dei Beach Boys. Nel 2006 ha curato la colonna sonora del film La gang del bosco. A fine 2008 è uscito il suo quinto lavoro in studio, Way To Normal. Il 28 settembre 2010 Ben Folds ha pubblicato un nuovo album, Lonely Avenue, che si caratterizza per la stretta collaborazione con Nick Hornby, autore dei testi delle undici tracce del disco. L'11 settembre 2015 è uscito So There, un album che contiene 8 nuovi brani, prodotti e registrati in collaborazione con il sestetto newyorchese yMusic, ed un concerto di 21 minuti per piano ed orchestra con la Nashville Symphony.

## Discografia

### Ben Folds Five
Album
- Ben Folds Five (1995), Passenger/Caroline Records
- Whatever and Ever Amen (1997, rimasterizzato con bonus nel 2005) - 550 #42 US
- Naked Baby Photos (1998), Passenger/Caroline Records #94 US
- The Unauthorized Biography of Reinhold Messner (1999) - 550 #35 US

Singoli
- "Underground" (1996) #37 UK
- "Where's Summer, B?" (1996)
- "Battle Of Who Could Care Less" (1997) #26 UK
- "Kate" (1997) #39 UK
- "Brick" (1998) #26 UK; #11 on US adult contemporary charts
- "Song for the Dumped" (1998)
- "Army" (1999) #28 UK
- "Don't Change Your Plans" (1999)

DVD
- Ben Folds Five - The Complete Sessions at West 54th (DVD) (2001)

### Solista
Album
- Rockin' the Suburbs, 2001, Sony #42 US
- Ben Folds Live, 2002, Sony (Bonus DVD) #60 US
- Songs for Silverman, 2005, Epic (Bonus DVD) #13 US
- iTunes Originals, 2005, Sony
- Over the Hedge (Music From The Motion Picture), 2006, Sony
- Supersunnyspeedgraphic, the lp, 2006, Sony #114 US
- Way to Normal, 2008
- Lonely Avenue, 2010
- So There, 2015
- What Matters Most, 2023
- Sleigher, 2024

EP
- Special B-Sides (EP) (2001)
- Speed Graphic (2003) (EP)
- Sunny 16 (2003) (EP)
- Super D (2004) (EP)
- Live at Tower Records (2005) (EP)
- Songs for Goldfish (2005) (EP)

Singoli
- "Rockin' the Suburbs" (2001) #28 US
- "Still Fighting It" (2002)
- "Bitches Ain't Shit" (iTunes) (2005) #71 US
- "Landed" (2005) #77 US
- "Jesusland" (UK) (2005)
- "Bastard" (Australia) (2005)
- "Annie Waits" (2005)

DVD
- Ben Folds and WASO - Live in Perth, 2005 (DVD)
- Ben Folds Fun DVD, 2006 Sony Epic (DVD)
- Live at My Space, 2007 (DVD)